# Kỳ giông động Monte Albo
The Monte Albo Cave Salamander hoặc Speleomantes flavus (tên tiếng Anh: Stefani's Salamander) là một loài kỳ giông trong họ Plethodontidae.
Nó là loài đặc hữu của Sardinia.
Các môi trường sống tự nhiên của chúng là các khu rừng ôn hòa, vùng nhiều đá, hang, và chỗ ở ngầm dưới đất (không hẳn là hang).
Nó bị đe dọa do mất môi trường sống.